# Cheongpa-dong
Cheongpa-dong (koreanska: 청파동) är en stadsdel i stadsdistriktet Yongsan-gu i Sydkoreas huvudstad Seoul.  